# Fimmvörðuháls
Fimmvörðuháls er en 1 km lang og ca. 2 km bredt isfrit landområde, beliggende i det sydlige Island, mellem gletsjerne Eyjafjallajökull og Mýrdalsjökull, ca. 150 km syd for Reykjavik.
 
Området ligger ved den 22 km lange og op til en højde af 1000 meter beliggende populære sommervandrerute, vandrevejen fra Skógar til Þórsmörk.
Navnet kan oversættes til "de 5 varders højdedrag ((islandsk): Varða, flertal Vörður) som er stenhøje der markerer stiretningen.
I de sidste år er der i området konstateret seismografisk aktivitet og den 20. marts 2010 kom der et vulkanudbrud kort før midnat ved Fimmvörðuháls. Udbruddet er det første vulkanudbrud i området siden 1823. Udbruddet gav anledning til evakuering af omkring 500 mennesker i to nærtliggende landsbyer samt til aflysning af en lang række internationale flyruter til Keflavík International Airport som følge af voldsom røgudvikling fra udbruddet.
Vulkanudbrudstedet regnes grundet stenanalyser for at være en del af Eyjafjallajökulls vulkansystem.
Der er ikke sket dødsfald eller skader på grund af udbruddet, som er lille, sammenlignet med vulkanudbrud i de seneste årtier. Det er umuligt at forudsige, hvor lang tid vulkanudbruddet vil vare.
Civilforsvaret fastholder indtil videre rejsebegrænsninger på veje, der fører til området og evakuering af 14 gårde, hvis udbruddet bliver større og forårsager oversvømmelser.
Kort efter midnat den 14. april var der igen udbrud i den sydvestlige del af Eyjafjallajökulls kraterområde, og der steg en voldsom sky af aske og røg flere kilometer til vejrs fra den ulmende vulkan under Eyjafjallajökull-gletsjeren. Ca. 700 mennesker blev evakueret i området på grund af fare for jøkelløb. Selve smeltevandet løb i første omgang ud på nordsiden af gletsjeren, hvor der er et ubeboet område. En stor del af flytrafikken i Nordeuropa er foreløbig indstillet.
Der er fare for, at det nye udbrud ved Eyjafjallajökull kan fremprovokere et udbrud i nærheden af vulkanen Katla, hvor der ligger en kraftig vulkan under en gletsjer.
Se hvordan vulkan-skyen fra den 14. april, fra Eyjafjallajökull spreder sig, på animationen fra Danmarks Miljøundersøgelser Arkiveret 18. april 2010 hos  Wayback Machine / Aarhus Universitet

## Ekstern henvisning
- Photos from Fimmvörðuháls Arkiveret 27. marts 2010 hos  Wayback Machine

63°37′53″N 19°26′50″V / 63.63135°N 19.44725°V